# Anommatus grandis
Anommatus grandis is een keversoort uit de familie knotshoutkevers (Bothrideridae). De wetenschappelijke naam van de soort werd in 1969 gepubliceerd door Roger Dajoz.